# Meyer-lóri
A Meyer-lóri (Saudareos meyeri), korábban sárga-zöld lóri, a madarak (Aves) osztályának a papagájalakúak (Psittaciformes) rendjéhez, és a szakállaspapagáj-félék (Psittaculidae) családjába, azon belül a lóriformák (Loriinae) alcsaládjába tartozó faj.

## Előfordulása
Indonézia területén honos.

## Megjelenése
Testhossza 21 centiméter.